# Trinitatiskirche (Dresden)

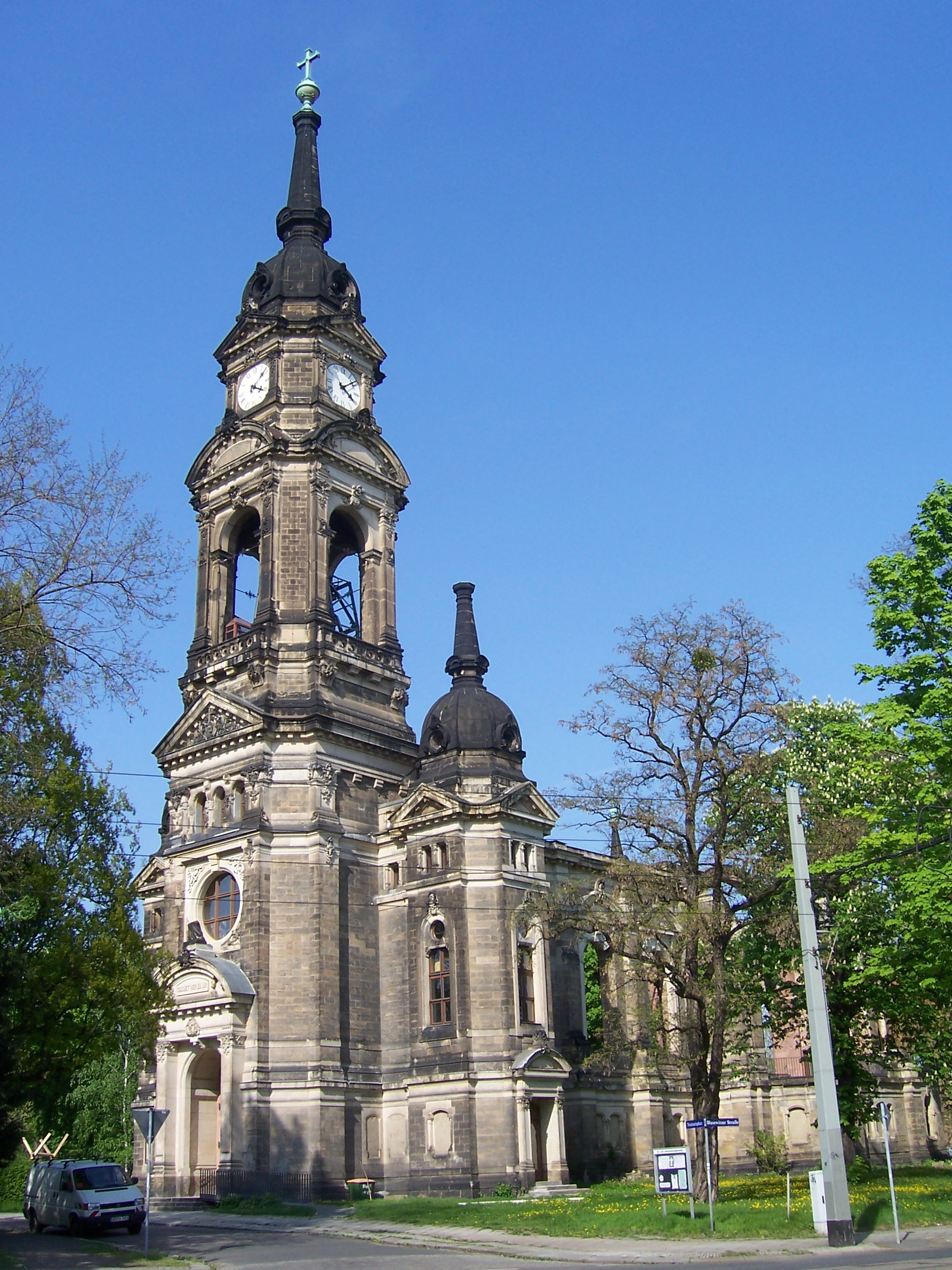
Trinitatiskirche

Die Trinitatiskirche ist ein Kirchengebäude im Dresdner Stadtteil Johannstadt am Trinitatisplatz. Nach Umbau und Umgestaltung wird sie seit Mai 2022 unter dem Namen Jugendzentrum Jugendkirche Dresden als Jugendkirche genutzt.

## Gegenwart
Die Kirchruine wurde 2020 bis 2022 zur Jugendkirche Dresdens in Trägerschaft der Evangelischen Jugend Dresden umgebaut. Als Sieger des Architekten-Wettbewerbs ging Anfang Mai 2018 ein Entwurf von Code Unique Architekten Dresden hervor. Der Bau des letztendlich 6,2 Millionen Euro teuren Vorhabens begann im April 2020 und sollte bis Ende 2021 realisiert werden.
Seit 25. März 2022 ist die Trinitatiskirche offiziell Jugendkirche – also eine Einrichtung in einem Kirchengebäude, das als Profilkirche für kirchliche Veranstaltungen mit Jugendlichen genutzt wird. So ist beispielsweise im dachfreien Kirchenschiff ein 9 Meter mal 9 Meter großer, gläserner Kubus entstanden, der Veranstaltungen unabhängig vom Wetter möglich macht.
Der Eröffnungsgottesdienst am 1. Mai 2022 und eine Festwoche waren der Auftakt für das Jugendzentrum in der Jugendkirche Dresden.
Unter einem Dach vereint sind nun – Motto: „Raum für Zeit für Dich“ – die offene Jugendarbeit im „Jugendtreff Trini“, moderne Räume für verschiedene Veranstaltungen sowie die Geschäftsstelle der Evangelischen Jugend.

## Geschichte

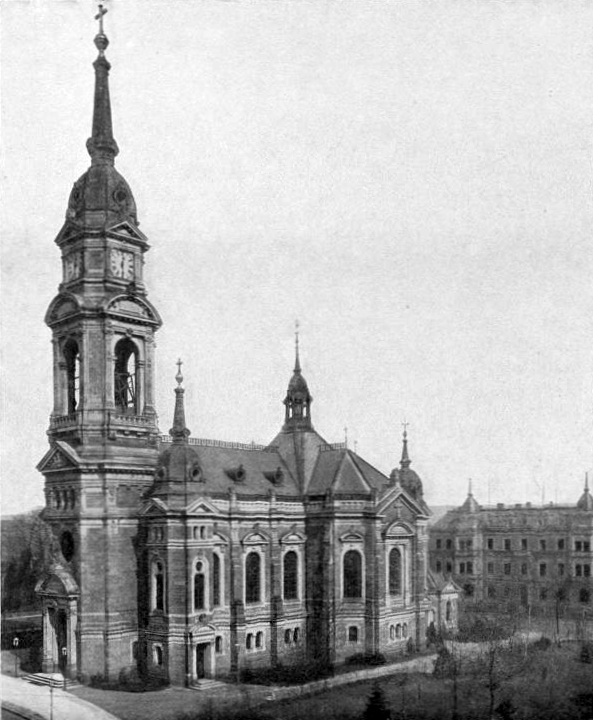
Trinitatiskirche um 1900

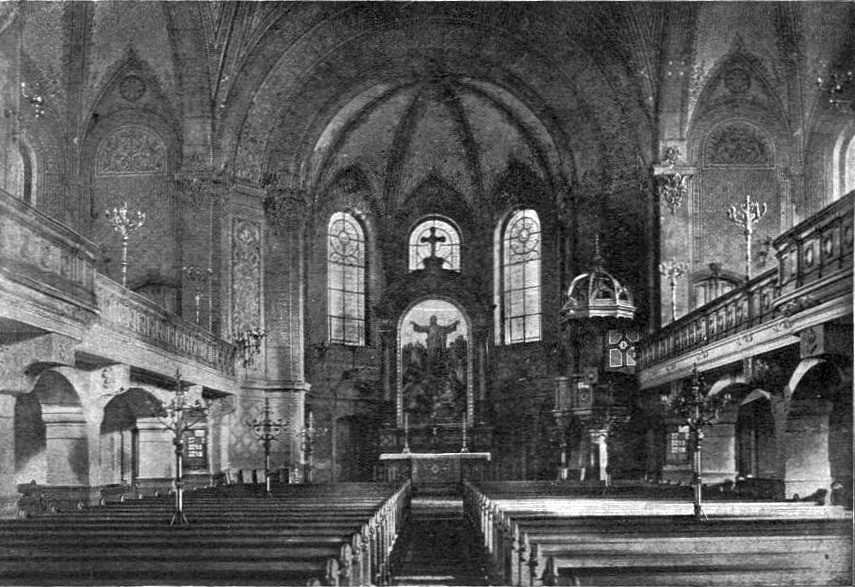
Innenraum um 1900

In der zweiten Hälfte des 19. Jahrhunderts wuchs das Gebiet östlich der Pirnaischen Vorstadt, der späteren Johannstadt, aufgrund von Bautätigkeit. Die Einwohner gehörten zur 1878 gegründeten Gemeinde der Johanneskirche. Da bereits im Jahr 1884 die Gemeinde auf 40.000 Mitglieder angewachsen war, wurde Johannstadt aus der Kirchgemeinde ausgegliedert.
Die Turnhalle der Schule am Zöllnerplatz wurde als Betsaal genutzt. Anfang 1888 wurde die Trinitatisgemeinde gegründet. Sie zählte fast 10.000 Mitglieder. Der Name geht auf den Trinitatisfriedhof zurück, der neben dem Grundstück liegt, das der Gemeinde für den Kirchbau von der Stadt geschenkt wurde.
Mit dem Bau des Kirchengebäudes wurde der Architekt Karl Barth beauftragt. Baubeginn war im September 1891. Richtfest war 1892 und im Oktober 1894  waren die Bauarbeiten abgeschlossen. Die Kirchweihe fand am 17. Oktober 1894 statt.
Während des Ersten Weltkriegs war in der Kirche eine Geschäftsstelle der Dresdner Kriegsbezirke eingerichtet. Die vier Glocken aus der Dresdner Gießerei C. Albert Bierling wurden als Metallspende abgegeben und eingeschmolzen. Nach dem Krieg wurden 1920 bei Bierling drei neue Glocken gegossen, die den Zweiten Weltkrieg überstanden.
Bei der Bombardierung Dresdens am 13./14. Februar 1945 brannte das Kirchenschiff völlig aus. Die Umfassungsmauern und auch das Gemeindehaus wurden schwer beschädigt. Der Dachstuhl und die Innenausstattung wurden vollständig zerstört. Nur der Turm wurde wenig beschädigt.
Noch im Jahr 1945 begann die Enttrümmerung. Die Läuteanlage wurde 1950 notdürftig repariert. Mitte der 1950er Jahre begann die Großflächenenttrümmerung der Johannstadt. Dabei blieben nur die Reste der Trinitatiskirche und des Gemeindehauses stehen. Die Gemeinde baute das Gemeindehaus wieder auf und richtete einen kirchlichen Kindergarten ein.
Ende der 1960er Jahre sollte die Kirchenruine abgerissen werden. Um dies zu verhindern, entwickelte die Gemeinde ein Projekt für einen Gottesdienstraum und eine Tagungsstätte. Das Kirchgelände wurde durch die Gemeinde enttrümmert. Die Mauerreste und der Turm wurden gesichert, die Kirchturm-Uhr und das Geläut wurden funktionsfähig erhalten. Fernziel war damals der Wiederaufbau des Gotteshauses.
Seit 1999 gibt es regelmäßig in den Sommermonaten Gottesdienste. Am 24. Dezember 2000 wurde die erste Weihnachtsvesper nach der Zerstörung gefeiert.
Lange Zeit wurden im Kirchenschiff gelegentlich Gottesdienste unter freiem Himmel gefeiert und Konzerte abgehalten. Die Trinitatisgemeinde gehört seit 1. Januar 2000 zur Johanneskirchgemeinde.

## Baubeschreibung

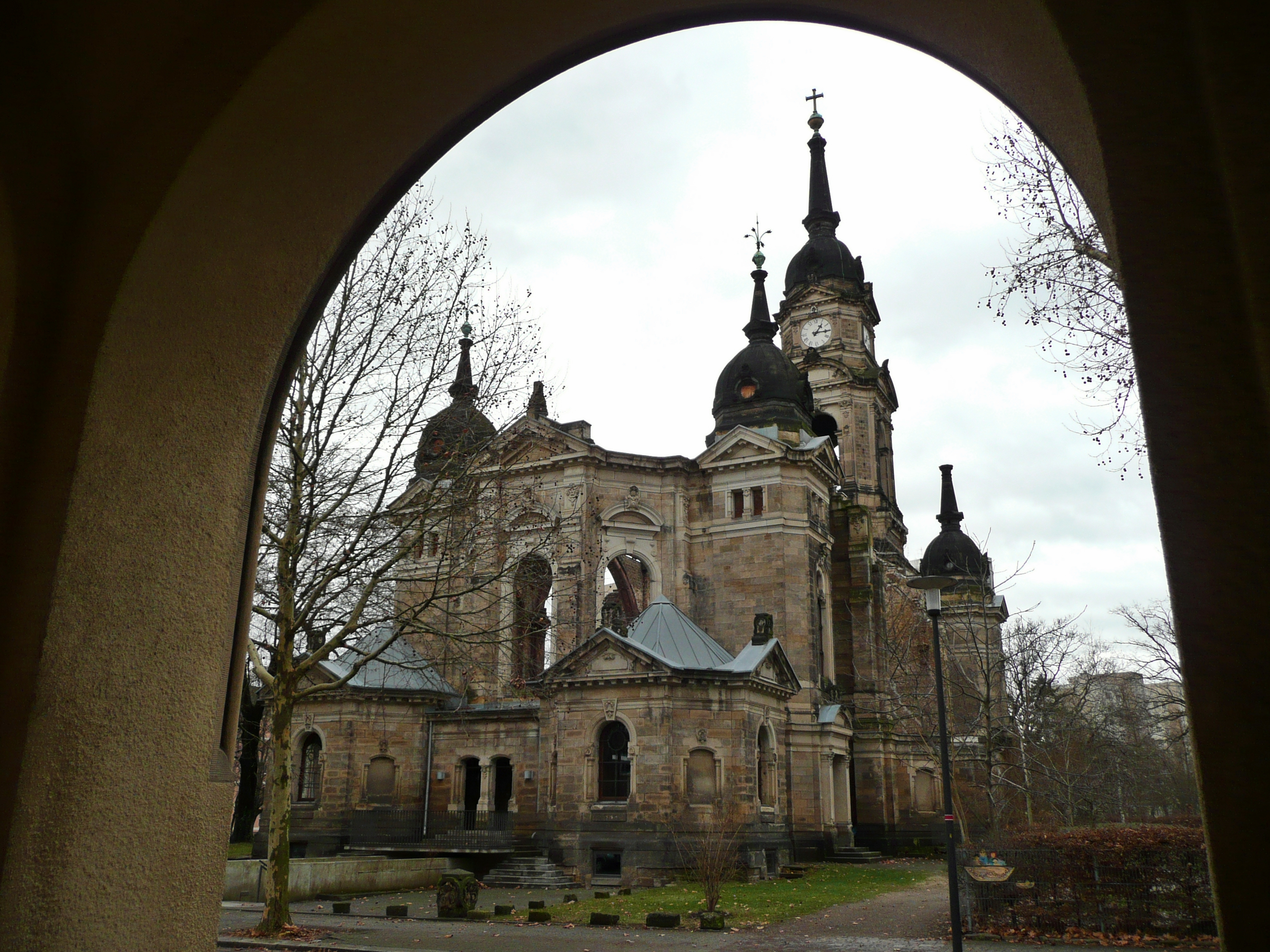
Trinitatiskirche Dresden

Die Kirche ist eine dreischiffige, sandsteinverblendete Anlage im Stil der italienischen Renaissance; der westseitige, 65 Meter hohe Kirchturm wurde entsprechend der Dresdner Tradition gestaltet. Das Gotteshaus hatte Sitzplätze für 1.200 Personen. Der Kirchturm prägt das Ortsbild mit.
Über dem Hauptportal befand sich eine 2,80 Meter hohe Sandsteinstatue des einladenden Christus. Geschaffen wurde sie vom Bildhauer Rudolph Hölbe und ausgeführt vom Bildhauer Anton Schwarz.

## Ausstattung

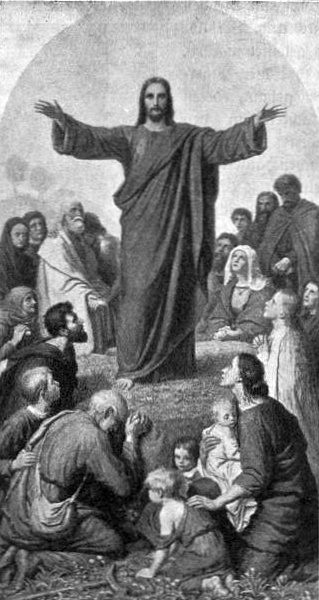
Altargemälde von Dietrich

Im Innern befand sich Anton Dietrichs Altargemälde „Christus, die Bergpredigt haltend“.
Die Orgel wurde von der Dresdner Orgelbaufirma Bruno Kircheisen gefertigt. Sie verfügte über 2547 Pfeifen sowie zwei Manuale und ein Pedal.
Die Kirche hatte ursprünglich vier Glocken, die mit neugotischen Ornamenten verziert waren. Sie stammten von der Dresdner Glockengießerei C. Albert Bierling.
Nach dem Ersten Weltkrieg wurden 1920 drei neue Glocken aus Eisenhartguss von der Gießerei Schilling & Lattermann gefertigt.
Uhr und Geläut im Kirchturm wurden nach der Bombennacht 1945 gerettet, erhalten und gepflegt.

## Förderverein
Im November 1996 gründete sich der Förderverein für die Erhaltung und Nutzung der Trinitatiskirchruine e. V., um neues Leben ins beschädigte Gotteshaus zu bringen und wachsen zu lassen. Dabei ging es um die Unterstützung der sozialdiakonischen offenen Jugendarbeit und um die Schaffung eines kulturellen Zentrums. Zudem sollte die einzig erhaltene Kirchruine in Dresdens Stadtmitte auch künftig an die Zerstörung der Stadt erinnern.
Am 2. Advent 1998 konnten Räume in den Sakristeien und im Keller zur Nutzung übergeben werden. Vereinsziel sind die bauliche Erhaltung als Voraussetzung der Nutzung, die dauerhafte Sicherung der Bausubstanz und die Schaffung von Voraussetzungen für die umfangreichere Nutzung.